# کوکو ۶۴۳۶
سیارک ۶۴۳۶ (به انگلیسی: 6436 Coco، نامگذاری:1985JX1) شش هزار و چهارصد و سی و ششمین سیارک کشف شده‌است که در ۱۳ مه ۱۹۸۵ کشف شد.
قدر مطلق سیارک برابر ۱۴٫۲۰ است.